# Labeobarbus capensis
Labeobarbus capensis és una espècie de peix pertanyent a la família dels ciprínids.

## Descripció
- Fa 98,7 cm de llargària màxima i 10,7 kg de pes.[3][4]

## Reproducció
Es reprodueix a l'estiu migrant riu amunt per fresar en fons de grava.

## Alimentació
Menja algues i invertebrats aquàtics (com ara, insectes, caragols i crancs). Els exemplars més grossos també es nodreixen de granotes i peixets.

## Hàbitat
És un peix d'aigua dolça, potamòdrom, bentopelàgic i de clima subtropical (30°S-33°S).

## Distribució geogràfica
Es troba a Àfrica: Sud-àfrica.

## Observacions
És inofensiu per als humans.